# Boorabbin Nemzeti Park
A Boorabbin Nemzeti Park Nyugat-Ausztráliában található, Coolgardie és Southern Cross között, a Great Eastern Highway mentén. A park az őslakosok által elnevezett szikláról, illetve az 1898-ban létrehozott Boorabbin településről kapta a nevét. 
A Boorabbin Nemzeti Park egy fennsíkon fekszik. Elsődlegesen homoktalajok találhatóak errefelé és jellegzetes növénytakarója az 50 millió évvel ezelőtt itt lerakódott homokrétegekhez alkalmazkodott. Napjainkban az eróziónak a táj formálásában már csökkenő szerepe van. A múlt talajpusztulásának következményekébben a viharvert, átmosott homoktalajnak alacsony a tápanyagtartalma. 
Ennek ellenére a vegetációt számtalan növényfaj egyedei alkotják. A Kwongan fenyér, illetve az erdőségek gazdag élővilágnak adnak otthont. E terület könnyedén felismerhető változatos növényvilágáról. A park látványosságai közé tartoznak a változatos vadvirágok, mint például a Samphire a sós tavak környékén. A park többi részén élő növények például a Banksia, az akácia, a Hakea, a Santalum növénynemzetség tagjai, a Melaleuca növénynemzetség tagjai, valamint a Xanthorrhoea egyedei. Az Eriostemon növénynemzetség két ritka faja is megtalálható itt, ezek az Eriostemon pachyphyllus és az Eriostemon coccineus. 
A park állatvilágához többek közt 17 emlősfaj tartozik, egyebek mellett az erszényesfélék közé tartozó Dunnartok, illetve a bozótpatkányok (Rattus fuscipes). A nemzeti park területén 4 békafaj, 52 hüllőfaj, illetve 51 madárfaj él.
2007. december 30-án egy bozóttűzben életét vesztette három ember, miután egy útzár alakult ki a Great Eastern Highway-en Coolgardie-nál. Három teherautós megpróbálta megkerülni a bozóttüzet, ám súlyos füstmérgezést kaptak, amely az életükbe került. a bozóttűz még további két héten keresztül tombolt a környéken, mire a tűzoltóknak sikerült eloltaniuk és a forgalom is csak ekkor indulhatott el újból a főútvonalon. A tűz okaival kapcsolatos nyomozást még nem zárták le. A tűz több, mint 7500 hektárnyi területet perzselt fel a nemzeti park területéből. A tűz a Great Eastern Highway déli oldalára is átterjedt, mielőtt el tudták volna oltani.

## Fordítás
Ez a szócikk részben vagy egészben  a   Boorabbin National Park című angol Wikipédia-szócikk ezen változatának fordításán alapul.  Az eredeti cikk szerkesztőit annak laptörténete sorolja fel. Ez a jelzés csupán a megfogalmazás eredetét és a szerzői jogokat jelzi, nem szolgál a cikkben szereplő információk forrásmegjelöléseként.